# Demografía de Armenia
Población: 2 871 509 habitantes (2011). Esta cifra oficial es sobrestimada, en realidad no hay en Armenia más de 2 millones de habitantes, debido a una fuerte emigración no oficial y difícil de cuantificar.

Armenia es uno de los países más monoétnicos (casi 98 % de la población es de origen étnico armenio).

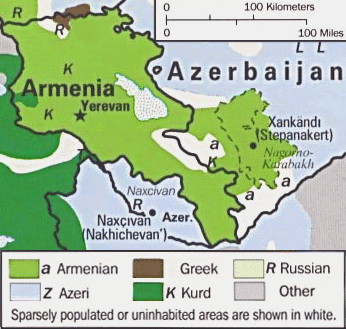
Grupos étnicos de Armenia y Cáucaso Sur en 1995.

## Estatisticas
- Edades: 0-14 años: 23,23 %; 15-64 años: 67,04 %; + 65 años: 9,73 %.
- Esperanza de vida de los hombres: 62 años (en 2001)
- Esperanza de vida de las mujeres: 71 años (en 2001)
- Tasa de variación de la población: - 0,21 % (en 2001)
- Tasa de natalidad: 11,47 ‰ (en 2001)
- Tasa de mortalidad: 9,74 ‰ (en 2001)
- Tasa de mortalidad infantil: 41,27 ‰ (en 2001)
- Tasa de fecundidad: 1,5 niños/mujer (en 2001)
- Tasa de migración: - 3,87 ‰ (en 2001)

Poco poblada, Armenia es sostenida en parte por una muy importante diáspora armenia alrededor del mundo: el Rusia (1,5 millones), en Canadá y EE. UU., (1,2 millones), Argentina, (120.000), en África (16.000), en Siria y Líbano (250.000), en la UE (700.000), principalmente en Francia, y en América Latina (70.000).Después de registrar aumentos constantes durante el período soviético, la población de Armenia disminuyó desde su valor máximo de 3,633 millones en 1992

## Pronósticos
Según el Fondo de Población de las Naciones Unidas la población en Armenia disminuirá.